# Погосян, Вардан Григорьевич
Вардан Григорьевич Погосян (арм. Վարդան Գրիգորիի Պողոսյան; род. 8 марта 1992, Ереван) — армянский футболист, нападающий. Выступал в сборной Армении.

## Карьера
Обучался в спортивной школе дубля «Спартака». В 16 лет был в числе лучших бомбардиров первенства Москвы. После решил принять предложение из Испании. До 19 лет играл за молодёжные команды, после чего подписал соглашение с «Мурсией», но почти не получал практики в основном составе клуба, выступая за команду-дубль или в арендах.
В 2014 году Виктор Гончаренко пригласил его в «Кубань», но руководство «Мурсии» заставило отработать оставшиеся полгода контракта. 22 февраля 2015 провёл один матч за «Тосно» — в игре за 15 место на Кубке ФНЛ против «Сокола» (1:1, 4:5, пен). Когда Погосян приехал в краснодарский клуб, командой уже руководил новый тренер — Леонид Кучук. После сборов с основной командой он отправил форварда в молодёжный состав. За эту команду провёл девять матчей, забил шесть голов, в том числе оформил дубль в ворота сверстников из «Краснодара».
Летом 2015 года «жёлто-зелёные» на сборах в Анталье провели товарищеский матч против «Пюника».Погосян провёл игру на скамье, что и побудило тренерский штаб клуба пригласить его в команду. Трансфер оказался успешным: в 12 матчах игрок забил 8 голов и получил вызов в сборную Армении.
В январе 2016 года по рекомендации тренерского штаба сборной перешёл в молдавскую «Дачию», с которой подписал двухлетний контракт. Но на зимних сборах в Испании сломал ногу. Руководство клуба не пожелало ждать восстановления игрока и предпочло расторгнуть контракт. Погосян вернулся в «Пюник». В сезоне 2016/17 был капитаном команды. Летом 2017 года покинул клуб и на правах свободного агента перешёл в македонский клуб «Работнички».

## Достижения
«Пюник»
- Обладатель Суперкубка Армении: 2015
- Финалист Кубка Армении: 2017

## Статистика
| Матчи за сборную | Матчи за сборную | Матчи за сборную | Матчи за сборную | Матчи за сборную | Матчи за сборную         | Матчи за сборную |
| ---------------- | ---------------- | ---------------- | ---------------- | ---------------- | ------------------------ | ---------------- |
| №                | Дата             | Оппонент         | Счёт             | Голы Погосяна    | Соревнование             |                  |
| 1                | 8 октября 2015   | Франция          | 4:0              | -                | Товарищеский матч        |                  |
| 2                | 11 октября 2015  | Албания          | 0:3              | -                | Отборочные матчи ЧЕ-2016 |                  |
| 3                | 8 октября 2016   | Румыния          | 0:5              | -                | Отборочные матчи ЧМ-2018 |                  |

Итого: 3 матчей / 0 забитых голов; 3 поражения.